# El gat i els ratolins
|  | No s'ha de confondre amb El gat i el picarol. |

El gat i els ratolins és una faula atribuïda a Isop de la qual n'hi ha diverses variants. De vegades, el depredador és una mostela; les preses també poden ser rates o gallines.

## Les faules

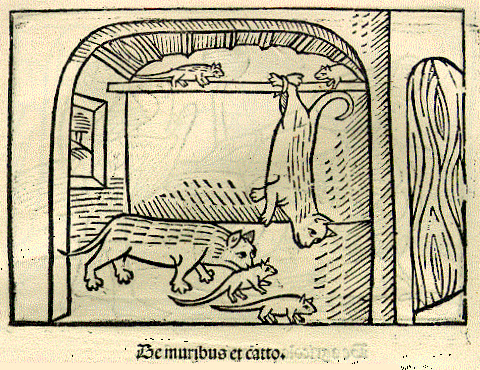
Una impressió d'una edició alemanya de 1501 de les faules d'Isop a la Universitat de Mannheim

La versió grega de la faula registrada per Babrius es refereix a un gat que es fa passar per un sac penjat d'una clavilla per tal d'enganyar les gallines, però la seva disfressa és descoberta per un gall. Aquest està numerat 79 a l' índex Perry. William Caxton explica una història molt ampliada de les ratolins que són les víctimes del gat. Aquests celebren un consell i prenen la decisió de quedar-se fora del terra de l¡edifici i mantenir-se rondant per les bigues. Aleshores, el gat es penja d'un ganxo i fa veure que està mort, però no enganya les rates Els autors posteriors van substituir rates per ratolins. La lliçó moral que donen aquestes històries es resumeix amb el proverbi anglès 'Once bitten, twice shy'. L'episodi de les rates celebrant un consell és semblant a la faula dels ratolins en consell on es proposa penjar una campana al gat, però que només es va desenvolupar durant l'edat mitjana i té una moralitat completament diferent.
La versió de Phaedrus de la faula està numerada per separat 511 a l'índex Perry i està precedida per consells sobre la necessitat de mantenir l'enginy sobre un. Relata com, per agafar ratolins, una mostela ja envellida s'enrotlla amb farina i s'estira en un racó de la casa fins que s'acosta la seva presa. Un astut supervivent detecta el seu truc i l'aborda des de la distància. A part de Caxton, Roger L'Estrange també va gravar ambdues variants, però no va sobreviure gaire més enllà del seu temps.
Jean de la Fontaine va incorporar els incidents de tots dos en una sola faula a Le Chat et un Vieux Rat (El gat i una rata vella, III.18). Les rates s'han tornat cautelosos de mostrar-se a causa del gat, així que es penja cap per avall com si fos mort i espera que les rates envaeixin el rebost. Això només pot funcionar una vegada, així que el seu següent truc és amagar-se a la tina de segó i emboscar-hi a les seves víctimes. Un sènior cautelós es salva mantenint-se al marge i es burla d'ell pel seu nom. La versió de La Fontaine va ser reutilitzada per Robert Dodsley a la seva col·lecció de rondalles de 1764 i de nou a l'edició anglesa de 1884 Aesop's Fables: A New Revised Version from Original Sources. A la xilografia que l'il·lustra, el ratolí prudent mira per sobre d'un sac els quarts posteriors blanquejats del gat al costat oposat del graner.